# Gina Riley
Gina Riley (n. 6 mai 1961, Melbourne, Victoria, Australia) este o actriță, scriitoare, cântăreață și actor de comedie, australiană.

## Date biografice
Gina Riley a devenit o actriță populară prin serialul TV Fast Forward. Acest serial a lansat actori ca Gina Riley, Tina Arena, Paula Abdul, Bette Midler și Dannii Minogue, precum și unele personalități din Australia ca: Kerri-Anne Kennerley și Jacki MacDonald.
Mai târziu, Gina Riley a apărut în serialul TV The Games ⁠(en)[traduceți], o parodie a acțiunilor comitetului de organizare a Jocurilor Olimpice de vară din 2000 de la Sydney.